# Horst Küppers
Horst Küppers (* 24. April 1933 in Köln; † 9. Mai 2025) war ein deutscher Kristallograph und Hochschullehrer.

## Leben
Horst Küppers studierte Physik an der Universität zu Köln. 1955 wurde er dort Mitglied des Corps Franco-Guestphalia. 1966 wurde er an der Albert-Ludwigs-Universität Freiburg zum Dr. rer. promoviert. Anschließend kehrte er nach Köln zurück, wo er sich 1973 habilitierte. 1975 wechselte er als Wissenschaftlicher Rat und Professor an die Universität Hamburg. Im selben Jahr folgte er einem Ruf an die Christian-Albrechts-Universität zu Kiel, wo er bis zu seiner Pensionierung 1998 Kristallphysik lehrte. Er verfasste zahlreiche Aufsätze in wissenschaftlichen Zeitschriften.
Von 1991 bis 2003 war Küppers Schatzmeister der Deutschen Gesellschaft für Kristallographie.

## Schriften
- Die Untersuchung der Ausbreitung von Stoßwellen in Platten auf schlierenoptischem und spannungsoptischem Wege, 1961
- Der Anfangsverlauf der Bruchgeschwindigkeit in Glasplatten beim Zerreißversuch, 1966
- Untersuchungen zur Anisotropie physikalischer Eigenschaften in Ammonium- und Kaliumoxalaten, 1974
- Die Geschichte der Mineralogie in Kiel, 2007 (Digitalisat) (PDF; 190 kB)